# Holacourt
Holacourt là một xã trong vùng Grand Est, thuộc tỉnh Moselle, quận Boulay-Moselle, tổng Faulquemont. Tọa độ địa lý của xã là 48° 58' vĩ độ bắc, 06° 30' kinh độ đông. Holacourt nằm trên độ cao trung bình là m mét trên mực nước biển, có điểm thấp nhất là 228 mét và điểm cao nhất là 262 mét. Xã có diện tích 2,92 km², dân số vào thời điểm 2004 là 46 người; mật độ dân số là 16 người/km². Xã nằm khoảng 32 km về phía đông của Metz.

## Thông tin nhân khẩu
| 1962 | 1968 | 1975 | 1982 | 1990 | 1999 |
| ---- | ---- | ---- | ---- | ---- | ---- |
| 59   | 63   | 69   | 61   | 60   | 42   |